# Грин-Лейк (тауншип, Миннесота)
Грин-Лейк (англ. Green Lake) — тауншип в округе Кандийохай, Миннесота, США. На 2000 год его население составило 1473 человека.

## География
По данным Бюро переписи населения США площадь тауншипа составляет 88,7 км², из которых 78,8 км² занимает суша, а 9,8 км² — вода (11,07 %).

## Демография
По данным переписи населения 2000 года здесь находились 1473 человека, 551 домохозяйство и 454 семьи.  Плотность населения —  18,7 чел./км².  На территории тауншипа расположено 696 построек со средней плотностью 8,8 построек на один квадратный километр. Расовый состав населения: 98,85 % белых, 0,07 % афроамериканцев, 0,07 % коренных американцев, 0,20 % азиатов, 0,68 % — других рас США и 0,14 % приходится на две или более других рас. Испанцы или латиноамериканцы любой расы составляли 0,88 % от популяции тауншипа.
Из 551 домохозяйства в 37,0 % воспитывались дети до 18 лет, в 75,0 % проживали супружеские пары, в 4,4 % проживали незамужние женщины и в 17,6 % домохозяйств проживали несемейные люди. 15,4 % домохозяйств состояли из одного человека, при том 4,2 % из — одиноких пожилых людей старше 65 лет. Средний размер домохозяйства — 2,67, а семьи — 2,97 человека.
26,3 % населения — младше 18 лет, 6,2 % — в возрасте от 18 до 24 лет, 26,5 % — от 25 до 44, 30,7 % — от 45 до 64, и 10,3 % — старше 65 лет. Средний возраст — 41 год. На каждые 100 женщин приходилось 97,7 мужчин.  На каждые 100 женщин старше 18 приходилось 97,8 мужчин.
Средний годовой доход домохозяйства составлял 51 688 долларов, а средний годовой доход семьи —  57 422 доллара. Средний доход мужчин —  38 667  долларов, в то время как у женщин — 25 446. Доход на душу населения составил 25 535 долларов. За чертой бедности находились 1,4 % семей и 2,2 % всего населения тауншипа, из которых 1,6 % младше 18 и 7,5 % старше 65 лет.